# Draščica
Draščica je potok, ki izvira v vzhodno pod naseljem Golo pri Igu in teče po Dolini Drage. Napaja Ribnike v dolini Drage in teče skozi vas Draga pri Igu, po kateri je tudi imenovan. Kot izvorni desni pritok vanj izliva potok Zadačnica. Draščica teče po Ljubljanskem barju in se kot desni pritok izliva v Iščico, ki se nato pri Črni vasi izliva v Ljubljanico.